# Chetia brevicauda
Chetia brevicauda är en fiskart som beskrevs av Bills och Weyl 2002. Chetia brevicauda ingår i släktet Chetia och familjen Cichlidae. IUCN kategoriserar arten globalt som livskraftig. Inga underarter finns listade i Catalogue of Life.